# Han Hyun-sook
Dans ce nom coréen, le nom de famille,  Han , précède le nom personnel.
Han Hyun-sook, née le 17 mars 1970, est une handballeuse internationale sud-coréenne.
Avec l'équipe de Corée du Sud, elle participe aux Jeux olympiques de 1988 et 1992 où elle remporte deux médailles d'or.

## Palmarès
- Jeux olympiques d'été
  -  Médaille d'or aux Jeux olympiques de 1988 à Séoul,  Corée du Sud
  -  Médaille d'or aux Jeux olympiques de 1992 à Barcelone,  Espagne